# Quint Fulvi Nobílior
Quint Fulvi Nobílior (en llatí Quintus Fulvius M. F. M. N. Nobilior) va ser un magistrat romà del segle II aC. Era fill de Marc Fulvi Nobílior I (Marcus Fulvius M. F. Ser. N. Nobilior) i germà de Marc Fulvi Nobílior II. Formava part de la gens Fúlvia, i portava el cognomen de Nobílior.
Titus Livi diu que l'any 184 aC hi havia un Quint Fulvi Nobílior nomenat triumvir coloniae deducendae per fundar colònies a Potentia i Pisaurum, però probablement no era el mateix personatge, ja que haguera estat massa jove, i a més el 180 aC va ser nomenat triumvir epuló, també segons Titus Livi "quan encara era un noi jove" (praetextatus).
Va ser elegit cònsol l'any 153 aC juntament amb Tit Anni Lusc, just quan es va canviar la data de l'entrada en exercici, que va passar a les calendes de gener en lloc dels idus de març. El motiu del canvi sembla que va ser l'esclat de la guerra a Hispània, on els lusitans lliures havien ocupat territoris sotmesos a Roma, i arrossegaven a la rebel·lia als celtibers. Es tenia la convicció de què Nobílior frenaria l'extensió de la rebel·lió. Els celtibers havien reprès la lluita després d'una pau que durava des del 179 aC iniciant ara una guerra que duraria fins al 134 aC. Va ser enviat a Hispània amb un exèrcit de trenta mil homes.
Només arribar, el seu exèrcit de trenta mil homes, va obligar les tribus dels titos i els bel·les, reunits a Segeda (avui anomenada La Higuera, a la província andalusa de Jaén), a sotmetre's. Alguns celtibers es van refugiar en territori de la tribu dels arevacs, els quals es van rebel·lar i van elegir com a cap de guerra a Car (Carus), un dels refugiats. Car, amb només sis mil homes, va vèncer a Nobílior tres dies després, el 23 d'agost del 153 aC, el dia en què es celebrava la Vulcanàlia, una festa en honor de Vulcà. La derrota va ser tant grossa,que es va decidir que mai més cap general romà lluitaria aquell dia si no n'era obligat. Nobílior va compensar el desastre amb un atac de la cavalleria en el que va morir Carus i part dels seus homes. Una mica després el cònsol va rebre reforços de cavalleria númida i alguns elefants enviats per Masinissa I. Els elefants van fer molta por als celtibers, que es van retirar darrere de les muralles de Numància, on es van fer forts. Nobilior els va perseguir i va aconseguir tancar-los darrere els murs de la ciutat, però sota els murs de Numància els elefants númides es van desbocar i van crear confusió a les files romanes i una sortida afortunada dels arevacs va acabar amb la mort de quatre mil romans i la captura dels elefants. Nous xocs es van saldar amb avantatge per als rebels celtibers (incloent la presa per aquests de la plaça d'Oscilis, on els romans tenien els seus magatzems militars), però el procònsol Mumi obtingué per part seva diverses victòries al sud contra els lusitans, als quals va expulsar de la zona al sud del Tajo, travessant aquest riu. El 152 aC el senat romà va enviar reforços considerables i Nobilior, que s'havia retirat als seus quarters d'hivern on part de les tropes van morir de gana o fred, va ser substituït per Marc Claudi Marcel VI, el cònsol de l'any següent.
Fulvi Nobílior va ser censor l'any 136 aC juntament amb Api Claudi Pulcre. Ciceró diu que va heretar del seu pare l'amor per la literatura, i que va presentar el poeta Enni per la ciutadania romana quan era triumvir per fundar una colònia.